# Brada inhabilis
Brada inhabilis är en ringmaskart som först beskrevs av Martin Heinrich Rathke 1843.  Brada inhabilis ingår i släktet Brada och familjen Flabelligeridae. Arten är reproducerande i Sverige. Inga underarter finns listade i Catalogue of Life.